# Atsuhiko Ejiri
Atsuhiko Ejiri (江尻 篤彦, Ejiri Atsuhiko) est un footballeur japonais né le 12 juillet 1967 dans la préfecture de Shizuoka au Japon.